# Autorità monetaria palestinese
La Autorità monetaria palestinese (in arabo سلطة النقد الفلسطينية‎?) è la banca centrale dello Stato di Palestina.
La banca supervisiona le 13 banche palestinesi e straniere che operano in Cisgiordania e nella Striscia di Gaza. Non è responsabile dell'emissione di valuta palestinese.

## Storia
L'Autorità Monetaria Palestinese è stata istituita nel 1994 a seguito di un accordo tra la Palestina e il governo israeliano nell'ambito degli Accordi di Oslo.
L'Autorità Monetaria Palestinese è rinomata per il suo sistema di registrazione del credito, considerato uno dei più efficienti in Medio Oriente.
Questa banca centrale ha subito un attacco monetario da parte degli israeliani, che hanno inondato il Paese di shekel.
Di fronte a questo problema, sta lavorando alla creazione e alla circolazione di una valuta digitale palestinese.

## Governatori delle banche
| Rango | Nome           | Mandato                         |
| ----- | -------------- | ------------------------------- |
| 1°    | Fouad Bseiso   | (Dicembre 1994 - Novembre 2001) |
| 2     | Amin Haddad    | (Dicembre 2001 - Febbraio 2005) |
| 3     | George al-Abed | (Febbraio 2005 - Novembre 2007) |
| 4     | Jihad al-Wazir | (Gennaio 2008 - Novembre 2015)  |
| 5     | Azzam Shawwa   | (Novembre 2015 - Gennaio 2021)  |
| 6     | Feras Milhem   | (Gennaio 2021 - Gennaio 2025)   |
| 7     | Yahya Shunnar  | (Gennaio 2025 - in carica)      |